# Stefan Łaciak
Stefan Łaciak (ur. 27 listopada 1928 w Chyżnem, zm. 12 sierpnia 2007) – polski inżynier górnik, profesor zwyczajny Akademii Górniczo-Hutniczej, dyrektor Instytutu Wiertniczo-Naftowego AGH, działacz społeczny.

## Życiorys

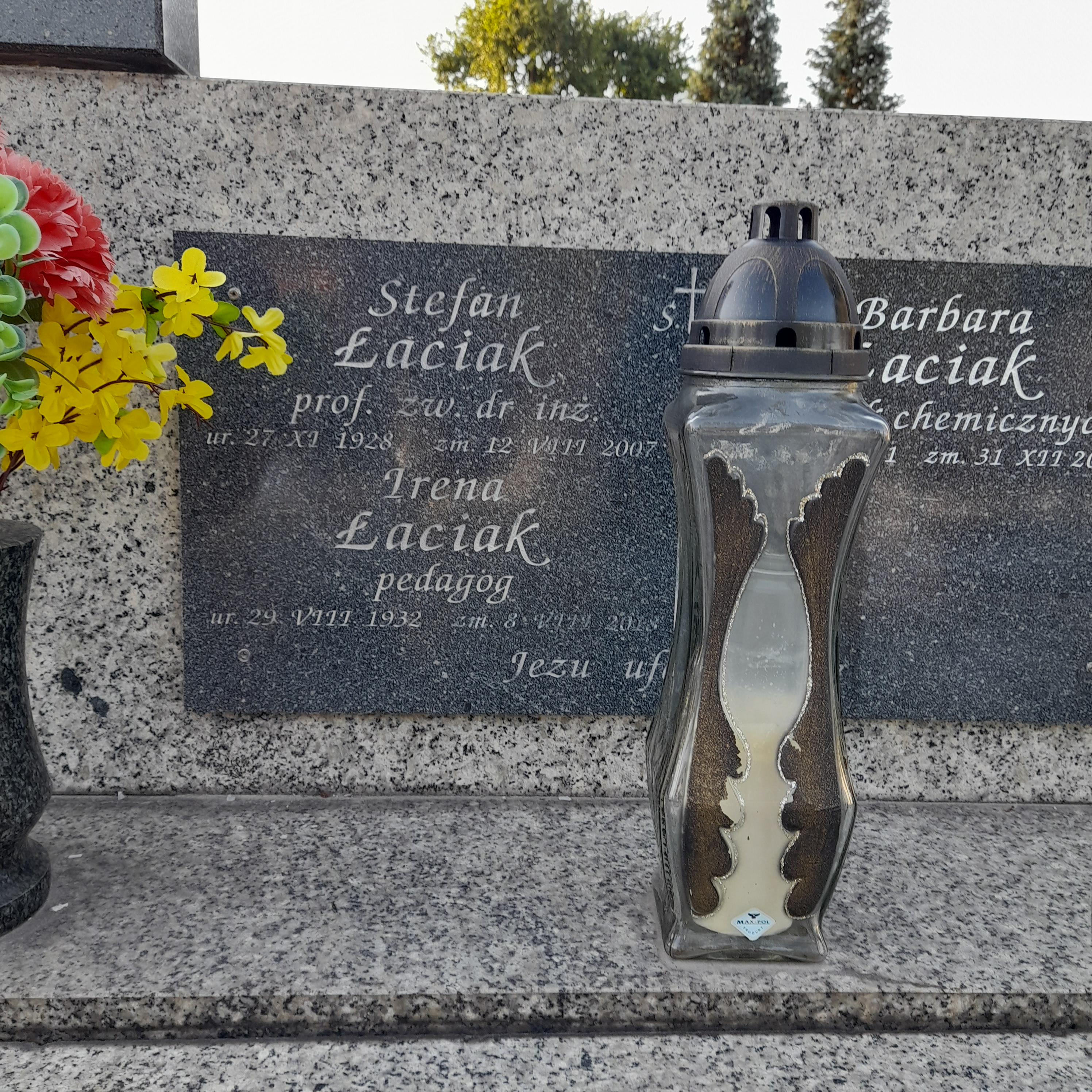
Grób Stefana Łaciaka na Cmentarzu Białoprądnickim w Krakowie (2023)

Był jednym z siedmiorga dzieci Karola i Katarzyny z Joniaków. Po ukończeniu szkoły powszechnej w Chyżnem uczęszczał do gimnazjum w Trzcianie. Świadectwo dojrzałości uzyskał w 1949 roku w liceum w Nowym Targu. Następnie rozpoczął studia na Akademii Górniczo-Hutniczej, w 1954 roku uzyskując tytuł inżyniera górnika, zaś dwa lata później magisterium. Od 1955 roku pracował jako kierownik budowy a następnie główny inżynier poszukiwań w Kopalni Rud Uranowych w Kowarach, w latach 1959–1961 jako zastępca dyrektora i dyrektor naczelny kamieniołomów w Klęczanach, zaś 1961–1967 głównego inżyniera Przedsiębiorstwa Hydrologicznego „HYDROZOL” w Krakowie. W 1965 uzyskał stopień doktora nauk technicznych.
Od 1967 roku rozpoczął pracę naukową na Wydziale Wiertniczo-Naftowym Akademii Górniczo-Hutniczej. Pełnił między innymi funkcje prodziekana i dziekana wydziału, zastępcy dyrektora, dyrektora i przewodniczącego Rady Naukowej Instytutu Wiertniczo-Naftowego. W 1971 roku otrzymał stanowisko docenta, w 1987 roku tytuł profesora nadzwyczajnego, zaś w 1992 profesora zwyczajnego. Od 1982 roku był członkiem Sekcji Górnictwa i Wiertnictwa Otworowego Polskiej Akademii Nauk, w latach 1991–1993 zastępcą przewodniczącego Sekcji. Jego dorobek naukowy obejmuje około 90 publikacji naukowo-badawczych, 80 prac naukowych i 19 patentów oraz promocję ośmiu doktoratów. Był członkiem wielu instytucji i stowarzyszeń naukowych, w tym: Polskiego Towarzystwa Przyjaciół Nauk o Ziemi; Stowarzyszenia Inżynierów i Techników Przemysłu Naftowego i Gazownictwa; Stowarzyszenia Inżynierów i Techników Wodnych i Melioracyjnych; Ośrodka Badawczo-Rozwojowego Techniki Geologicznej Polskiego Towarzystwa Balneologii, Balneoklimatologii i Medycyny Fizykalnej. Współpracował z Instytutem Chemii Uniwersytetu Jagiellońskiego i Akademią Rolniczą w Krakowie. Społecznie działał w Towarzystwie Przyjaciół Orawy i Związku Podhalan.
Był odznaczony między innymi Krzyżem Kawalerskim i Oficerskim (1997) Orderu Odrodzenia Polski, Brązowym, Srebrnym i Złotym Krzyżem Zasługi, Medalem Komisji Edukacji Narodowej oraz Złotą Odznaką „Zasłużony dla Miasta Krakowa”. Posiadał stopień górniczy generalnego dyrektora górniczego I stopnia. Zmarł w 2007 roku i został pochowany na cmentarzu Białoprądnickim.
W książce Józefa Tischnera Historia filozofii po góralsku wcielił się w postać Anaksymandra z Miletu. Wystąpił osobiście w poświęconym mu odcinku zrealizowanego na jej podstawie serialu telewizyjnego.